# Xserve RAID

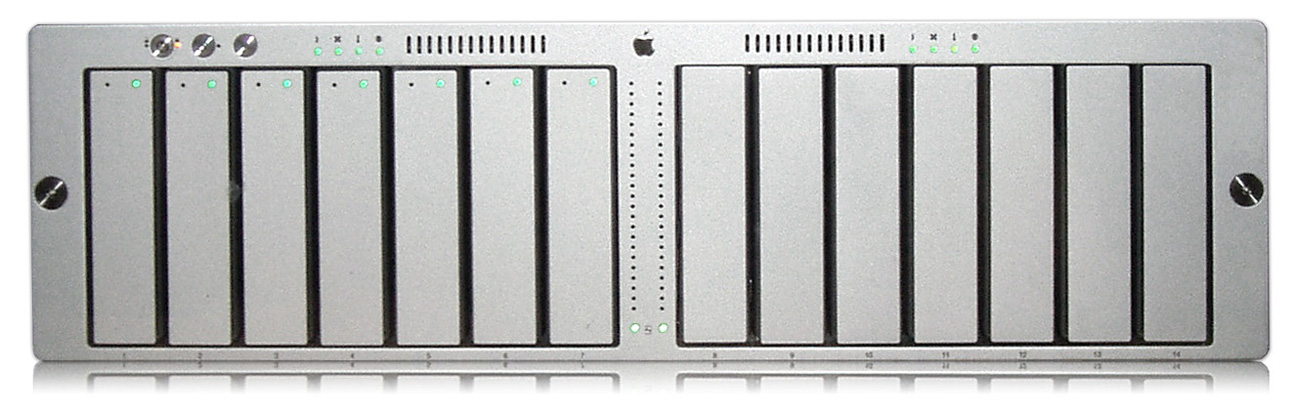
Xserve RAID

Xserve RAID（エックスサーブ レイド）は、2003年2月から2008年2月までAppleが開発・販売していた、3Uラックマウントサイズの2Gb Fibre Channelインターフェイスを備えたRAID製品の名称である。最終モデルは最大10.5TB、14台の750GB Ultra ATA ADM (Apple Drive Module) を搭載可能であった。
2つの独立したRAIDコントローラを備えており、各々で7台ずつのHDDをコントールし、利用出来るRAIDレベルは 0、1、3、5、0+1である(ホストベースのソフトRAIDを利用することで、10、30、50が可能)。各HDDは、14機の独立したATAコントローラと接続、ホットプラグが可能なApple Drive Moduleに収められている。
Mac OS XやMac OS X Serverのみならず、Designed for Windows、サン・マイクロシステムズのSolaris Ready、レッドハットやノベル等のLinux、等の多数の環境で認定を受けており、ユーザの約半数はMacやXserve以外での利用者であった。
管理ソフトのRAID Adminは、OSを問わず利用出来るようにJavaで作られている。

## 歴史
- 2002年5月14日 Xserve RAIDの開発をアナウンス[2][3]。
- 2003年2月10日: Apple Computer、最大14基の180GB Ultra ATA Apple Drive Moduleで2.5TBの搭載が可能なXserve RAIDを発表。
- 2004年1月7日: 最大14基の250GB Ultra ATA Apple Drive Moduleで3.5TBの搭載が可能なXserve RAIDを発表。この機種からSFPコネクタを採用し、他の環境との接続互換の認定を受ける。
- 2004年10月19日:最大14基の400GB Ultra ATA Apple Drive Moduleで5.6TBの搭載が可能なXserve RAIDを発表。この機種から各コントローラの標準搭載キャッシュが512MBとなる。
- 2005年9月13日:最大14基の500GB Ultra ATA Apple Drive Moduleで7TBの搭載が可能なXserve RAIDを発表。
- 2007年1月23日:最大14基の750GB Ultra ATA Apple Drive Moduleで10.5TBの搭載が可能なXserve RAID、対応するRAID Admin 1.5.1（Firmware 1.5.1）[4]を発表。コントローラの性能を上げずに、容量だけを増加させたため、初期化に70時間も掛かる[5]。
  - 直前の1月20日に、SATA版Xserve RAIDの開発情報が流出した[6]が、正式発表されなかった。
- 2008年2月19日 販売終了
  - 後継としてAppleはPromise TechnologyのVTrak E-Class RAIDを認定し推奨している[7]。なお、推奨モデルはApple専用版となっており、一般モデルとはFirmwareが異なりMac OS X, Mac OS X Server, Xsanに最適化されている[8]。